# العلاقات الدنماركية الليختنشتانية
العلاقات الدنماركية الليختنشتانية هي العلاقات الثنائية التي تجمع بين الدنمارك وليختنشتاين.

## مقارنة بين البلدين
هذه مقارنة عامة ومرجعية للدولتين:
| وجه المقارنة                                              | الدنمارك                                                     | ليختنشتاين                                 |
| --------------------------------------------------------- | ------------------------------------------------------------ | ------------------------------------------ |
| المساحة (كم2)                                             | 42.92 ألف                                                    | 16                                         |
| عدد السكان (نسمة)                                         | 5.79 مليون                                                   | 37.47 ألف                                  |
| الكثافة السكانية (ن./كم²)                                 | 134.9                                                        | 234.19 ألف                                 |
| العاصمة                                                   | كوبنهاغن                                                     | فادوتس                                     |
| اللغة الرسمية                                             | اللغة الدنماركية                                             | اللغة الألمانية                            |
| العملة                                                    | كرونة دنماركية                                               | فرنك سويسري                                |
| الناتج المحلي الإجمالي (بليون دولار)                      | 324.87 مليار                                                 | 6.29 مليار                                 |
| الناتج المحلي الإجمالي (تعادل القوة الشرائية) بليون دولار | 278.61 مليار                                                 |                                            |
| الناتج المحلي الإجمالي الاسمي للفرد دولار أمريكي          | 51.99 ألف                                                    |                                            |
| الناتج المحلي الإجمالي للفرد دولار أمريكي                 | 45.54 ألف                                                    |                                            |
| مؤشر التنمية البشرية                                      | 0.900                                                        | 0.908                                      |
| رمز المكالمات الدولي                                      | +45                                                          | +423                                       |
| رمز الإنترنت                                              | .dk                                                          | .li                                        |
| المنطقة الزمنية                                           | توقيت وسط أوروبا، ت ع م+02:00، ت ع م+01:00، أوروبا/كوبنهاجن ‏ | توقيت وسط أوروبا، ت ع م+01:00، ت ع م+02:00 |

## منظمات دولية مشتركة
يشترك البلدان في عضوية مجموعة من المنظمات الدولية، منها:
| علم المنظمة | اسم المنظمة                    | تاريخ انضمام الدنمارك | تاريخ انضمام ليختنشتاين |
| ----------- | ------------------------------ | --------------------- | ----------------------- |
|             | الاتحاد البريدي العالمي        | ?                     | ?                       |
|             | منظمة حظر الأسلحة الكيميائية   | ?                     | ?                       |
|             | منظمة التجارة العالمية         | 1995                  | ?                       |
|             | الأمم المتحدة                  | 24 أكتوبر 1945        | 18 سبتمبر 1990          |
|             | منظمة الشرطة الجنائية الدولية  | ?                     | ?                       |
|             | الاتحاد الدولي للاتصالات       | 1866                  | 25 يوليو 1963           |
|             | مجلس أوروبا                    | ?                     | ?                       |
|             | منظمة الأمن والتعاون في أوروبا | 25 يونيو 1973         | 25 يونيو 1973           |

## وصلات خارجية
- موقع وزارة الخارجية الدنماركية